# Раскоала (Хунедоара)
Раскоала (рум. Răscoala) насеље је у Румунији у округу Хунедоара у општини Петрила. Oпштина се налази на надморској висини од 763 m.

## Становништво
Према подацима из 2002. године у насељу је живело 176 становника, од којих су сви румунске националности.